# 劍魚座ζ
劍魚座ζ，又名CP-57 735，HD 33262、SAO 233822、HR 1674，是劍魚座的一颗恒星，视星等为4.72，位于銀經266.04，銀緯-36.72，其B1900.0坐标为赤經5h 3m 47.7s，赤緯-57° -36.72′ 33″。